# Mesohyl

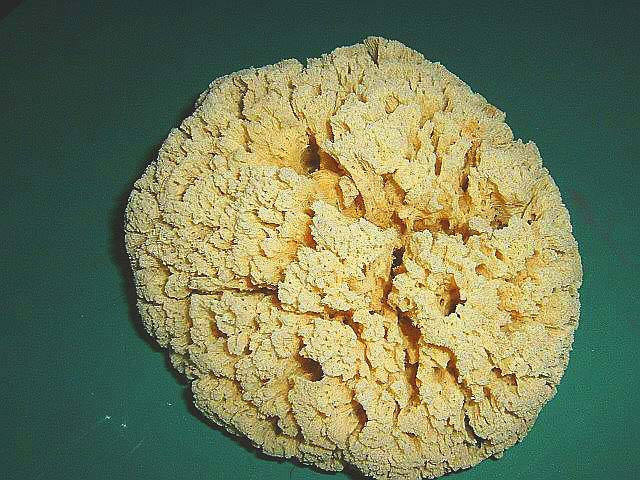
Badeschwamm (Spongia officinalis)

Mit Mesohyl (früher: Mesogloea) bezeichnet man eine spezielle Form der extrazellulären Matrix bei Schwämmen (Porifera).
Schwämme sind Metazoa, das heißt mehrzellige Tiere. Da ihre Zellen jedoch nur locker organisierte Zusammenschlüsse sind und somit keine echten Gewebe darstellen, werden sie den Parazoa zugeordnet.
Sie besitzen im Unterschied zu den Gewebetieren keine Organe. Spezialisierte Zellen (Sklerocyten und Collencyten) stellen Skelett-Nadeln (Sklerite, Spicula genannt) und ein kollagenähnliches Protein (Spongin) her, das im Mesohyl stark vernetzt wird. Bei der Austrocknung von Schwämmen und nach dem Absterben der Tiere bleibt die Spongin-Matrix erhalten und kann bei einigen Arten der Hornschwämme (Dictyoceratida) kommerziell als Badeschwamm genutzt werden.